# فهرست آثار ملی شهرستان ممسنی
فهرست آثار ملی شهرستان ممسنی بخشی از آثار ملی استان فارس در ایران است.
آثار ثبت‌شده شهرستان در این فهرست شامل ۱۰۹ اثر است.

## فهرست
| کد ثبتی | نام                               | شهر           | موقعیت جغرافیایی | طول و عرض جغرافیایی                                       | سال ثبت    | قدمت                             | نگاره            |
| ------- | --------------------------------- | ------------- | --- | --------------------------------------------------------- | ---------- | -------------------------------- | ---------------- |
| ۱۹۰     | خرابه‌های یک شهر سلطنتی            | ممسنی         | بخش مرکزی، در یک فرسخی غرب فهلیان                                                                                   |                                                           | ۱۳۱۲/۰۵/۰۹ | هخامنشی                          |                  |
| ۲۵۴     | حجاری ایلامی (گورانگون)           | ممسنی         | ۱۰ کیلومتری شمالغربی فهلیان                                                                                         |                                                           | ۱۳۱۵/۰۳/۳۰ |                                  |                  |
| ۲۷۸     | نقش برجسته سنگی (سراب بهرام)      | ممسنی         | ۳ کیلومتری نورآباد، پائین شاپوروفهلیان                                                                              |                                                           | ۱۳۱۵/۱۲/۱۲ | ساسانی                           |                  |
| ۲۹۹     | دخمه سنگی دو دختر (داو دور)       | ممسنی         | دهستان فهلیان |                                                           | ۱۳۱۶/۰۹/۲۹ | ماد                              |                  |
| ۳۵۶     | آتشکده میل‌اژدها                   | ممسنی         | نورآباد |                                                           | ۱۳۲۱/۰۳/۲۰ | اشکانی (پارت)                    | آتشکده میل‌اژدها  |
| ۱۲۷۳    | تل نورآباد                        | ممسنی         | شمال نورآباد |                                                           | ۱۳۵۵/۰۴/۲۸ | پیش از تاریخ ـ تاریخی            |                  |
| ۱۳۶۴    | تل کاخداد (منزلگاه پنجم راه شاهی) | ممسنی         | جنوب قریه گچکران |                                                           | ۱۳۵۶/۰۱/۲۲ | هخامنشی                          |                  |
| ۱۹۴۸    | امامزاده درب آهنین                | ممسنی         | سمت راست جاده کمربندی نورآباد                                                                                       |                                                           | ۱۳۷۶/۰۹/۱۶ | صفویه                            |                  |
| ۲۷۱۳    | تل سورنا (کانجفقلی)               | ممسنی         | نورآباد ممسنی، جاده گچساران شمال غرب                                                                                |                                                           | ۱۳۷۹/۰۴/۲۲ | پیش از تاریخ ـ تاریخی            |                  |
| ۲۷۱۴    | تل بختیاری                        | ممسنی         | ج ۰شرق روستای برمک علیا مجاورت شهر نورآباد                                                                          |                                                           | ۱۳۷۹/۰۴/۲۲ |                                  |                  |
| ۲۷۸۲    | تل برد نگان                       | ممسنی         | جلگه بردنگان بخش مرکزی ۱ک شمال روستای سعادت                                                                         |                                                           | ۱۳۷۹/۰۷/۱۶ | پیش از تاریخ                     |                  |
| ۲۷۸۳    | تل پخشه دون                       | ممسنی         | روستای خنیمه بخش رستم ۲                                                                                             |                                                           | ۱۳۷۹/۰۷/۱۶ | پیش از تاریخ ـ تاریخی ـ اسلامی   |                  |
| ۲۷۸۴    | تل خواجه محمدی                    | ممسنی         | بخش رستم دو شمال غربی روستای کوپن علیا                                                                              |                                                           | ۱۳۷۹/۰۷/۱۶ | پ ۰ازتاریخ ۰آغازتاریخی           |                  |
| ۲۷۸۵    | تل جوی برمک                       | ممسنی         | روستای برمک علیا |                                                           | ۱۳۷۹/۰۷/۱۶ | هزاره ۳ ق‌م                       |                  |
| ۲۷۸۶    | تل سفید                           | ممسنی         | بخش رستم ۱دوراهی باباجاده روستای تل سفید                                                                            |                                                           | ۱۳۷۹/۰۷/۱۶ | پیش از تاریخ                     |                  |
| ۲۷۸۷    | تل ملا شمشیری                     | ممسنی         | روستای منصورآباد بخش رستم ۲                                                                                         |                                                           | ۱۳۷۹/۰۷/۱۶ | پیش از تاریخ                     |                  |
| ۲۷۸۸    | تل خصم                            | ممسنی         | بخش رستم دو غرب روستای خیمه شمال جاده                                                                               |                                                           | ۱۳۷۹/۰۷/۱۶ | پیش از تاریخ ـ تاریخی            |                  |
| ۲۷۸۹    | تل دیمه میل                       | ممسنی         | بخش مرکزی جاده منتهی به روستای آهنگری                                                                               |                                                           | ۱۳۷۹/۰۷/۱۶ | پیش از تاریخ                     |                  |
| ۲۹۵۶    | تل میرجا شیری                     | ممسنی         | بخش مرکزی جنوب روستای جایه                                                                                          |                                                           | ۱۳۷۹/۱۰/۲۸ | پیش از تاریخ                     |                  |
| ۳۰۶۸    | امامزاده شیر مرد                  | ممسنی         | |                                                           | ۱۳۷۹/۱۲/۲۵ |                                  | امامزاده شیر مرد |
| ۳۲۳۱    | تل برج                            | ممسنی         | شهرستان ممسنی، رستم ۲، دهنو شهرک فارس                                                                               |                                                           | ۱۳۷۹/۱۲/۲۵ |                                  |                  |
| ۳۲۷۷    | تل بن طلاق (بشیر)                 | ممسنی         | شهرستان نور آباد ممنسی، بخش فهلیان، روستای جنجال                                                                    |                                                           | ۱۳۷۹/۱۲/۲۵ |                                  |                  |
| ۴۵۴۳    | امامزاده بابا منیر                | ممسنی         | شهرستان ممسنی، بخش ماهورمیلاتی، روستای بابامنیر                                                                     |                                                           | ۱۳۸۰/۱۰/۱۱ | صفویه                            |                  |
| ۴۵۴۴    | بقعه شیخ شهاب‌الدین                | ممسنی         | شهرستان ممسنی، بخش رستم ۲، دهنو مرکزی، روستای امامزاده میراحمد                                                      |                                                           | ۱۳۸۰/۱۰/۱۱ | تیموریان                         |                  |
| ۴۵۴۵    | امامزاده میر احمد                 | ممسنی         | شهرستان ممسنی، بخش رستم ۲، روستای میراحمد                                                                           |                                                           | ۱۳۸۰/۱۰/۱۱ | تیموریان                         |                  |
| ۴۷۱۴    | امامزاده شاه شوم                  | ممسنی         | شهرستان نور آباد، ممسنی، بخش رستم، دهستان رستم ۲، روستای نوگگک                                                      |                                                           | ۱۳۸۰/۱۱/۲۳ | صفویه                            |                  |
| ۴۷۱۵    | مجموعه بناهای روستای جمال کر      | ممسنی         | شهرستان نورآباد، ممسنی، بخش ماهومیلاتی، منطقه میشان، بید کرز، جمال کر                                               |                                                           | ۱۳۸۰/۱۱/۲۳ | صفویه                            |                  |
| ۴۷۱۶    | تل کوشکک                          | ممسنی         | شهرستان ممسنی، بخش رستم، دهستان رستم یک، تل سفید، تل کوشکک                                                          |                                                           | ۱۳۸۰/۱۱/۲۳ | تاریخی ـ اسلامی                  |                  |
| ۴۷۱۷    | امامزاده شاه تسلیم                | ممسنی         | شهرستان نور آباد، ممسنی، بخش ماهورمیلاتی، روستای شاه تسلیم                                                          |                                                           | ۱۳۸۰/۱۱/۲۳ | صفویه                            |                  |
| ۵۰۳۴    | حمام بیدکرز                       | ممسنی         | شهرستان نور آباد ممسنی، بخش ماهور میلانی، غرب روستای بیدکرز                                                         |                                                           | ۱۳۸۰/۱۲/۲۵ | قاجاریه                          |                  |
| ۷۲۰۹    | تل میش بند                        | ممسنی         | شهرستان ممسنی، بخش رستم، دهستان رستم ۱، جنوب روستای شوسنی و ضامنی                                                   |                                                           | ۱۳۸۱/۱۱/۱۲ | پیش از تاریخ                     |                  |
| ۷۲۱۰    | تل کوشکک                          | ممسنی         | شهرستان ممسنی، بخش رستم، دهستان رستم ۱، شرق روستای تل سفید                                                          |                                                           | ۱۳۸۱/۱۱/۱۲ | تاریخی                           |                  |
| ۷۲۱۱    | تل مشکی                           | ممسنی         | شهرستان ممسنی، بخش مرکزی، دهستان عالیوند، روستای تل مشکی                                                            |                                                           | ۱۳۸۱/۱۱/۱۲ | پیش از تاریخ ـ اسلامی            |                  |
| ۷۲۱۲    | تل محمد امینی                     | ممسنی         | شهرستان ممسنی، بخش مرکزی، غرب جاده کازرون به نور آباد، روستای سراب بهرام                                            |                                                           | ۱۳۸۱/۱۱/۱۲ | قرن ۳ ق                          |                  |
| ۷۲۱۴    | تل کوزر خون                       | ممسنی         | شهرستان ممسنی، بخش رستم، دهستان رستم ۲، روستای کوپن سفلی                                                            |                                                           | ۱۳۸۱/۱۱/۱۲ | قرن ۵ ق                          |                  |
| ۷۲۱۶    | قلعه‌سفید                          | ممسنی         | شهرستان ممسنی، بخش مرکزی، کوه قلعه‌سفید                                                                              |                                                           | ۱۳۸۱/۱۱/۱۲ | ساسانی ـ اسلامی                  |                  |
| ۷۲۱۷    | تل محمد کاظمی                     | ممسنی         | شهرستان ممسنی، بخش مرکزی، دهستان فهلیان، روستای سروان                                                               |                                                           | ۱۳۸۱/۱۱/۱۲ | ساسانی                           |                  |
| ۷۲۱۸    | محوطه باستانی شهر خضرک            | ممسنی         | شهرستان ممسنی، بخش مصیری، شمال شرقی مصیری دامنه کوه                                                                 |                                                           | ۱۳۸۱/۱۱/۱۲ | اسلامی                           |                  |
| ۱۳۸۸۹   | تل نقاره خانه نورآباد             | ممسنی         | شهرستان ممسنی، بخش مرکزی، جنوب شرق روستای بکش دودانگه                                                               |                                                           | ۱۳۸۴/۰۸/۲۵ | ساسانی                           |                  |
| ۱۶۱۲۰   | تل سرفراز                         | ممسنی         | شهرستان ممسنی، بخش مرکزی، دو راهی جاده شهر نورآباد به موردابی                                                       |                                                           | ۱۳۸۵/۰۶/۲۰ | هزاره۴و ۳ ق‌م ـ ساسانی            |                  |
| ۱۶۱۷۱   | کتیبه دلی بیک                     | ممسنی         | شهرستان ممسنی، بخش رستم، دهستان رستم ۳، روستای کوپن                                                                 |                                                           | ۱۳۸۵/۰۶/۲۰ | ساسانی                           |                  |
| ۱۶۱۷۳   | تپه بی کسی                        | ممسنی         | شهرستان ممسنی، بخش رستم، دهستان پشتکوه رستم، روستای گوراب، کنار قبرستان روستا بر روی ارتفاعات                       |                                                           | ۱۳۸۵/۰۶/۲۰ | هزاره ۵ و۴ ق‌م                    |                  |
| ۱۶۱۷۵   | تپه مشکی عرب خاکک                 | ممسنی         | شهرستان ممسنی، بخش رستم، دهستان رستم ۳، روستای عرب خاکک                                                             |                                                           | ۱۳۸۵/۰۶/۲۰ | هزاره ۵ و ۴ ق‌م                   |                  |
| ۱۷۲۲۷   | تل پیر                            | ممسنی         | شهرستان ممسنی، بخش رستم، دهستان رستم ۱، روستای باب گورین، ۵ کیلومتری غرب مصیری                                      |                                                           | ۱۳۸۵/۱۱/۲۳ | هزاره ۳ و ۴ ق‌م (مس و سنگ)        |                  |
| ۱۷۲۳۶   | تپه برین                          | ممسنی         | شهرستان ممسنی، بخش رستم، دهستان پشتکوه رستم، روستای تپه پرین                                                        |                                                           | ۱۳۸۵/۱۱/۲۳ | هزاره سوم و چهارم ق‌م             |                  |
| ۱۷۲۴۲   | تپه سید خلیفه                     | ممسنی         | شهرستان ممسنی، بخش رستم، دهستان رستم ۲، روستای دهنو سادات                                                           |                                                           | ۱۳۸۵/۱۱/۲۳ | هزاره دوم و سوم ق‌م               |                  |
| ۱۷۲۴۸   | تپه میر فضل‌الله دو                | ممسنی         | شهرستان ممسنی، بخش رستم، دهستان رستم ۳، روستای کوپن علیا                                                            |                                                           | ۱۳۸۵/۱۱/۲۳ | هزاره دو و ۳ ق‌م ـ ساسانی         |                  |
| ۱۷۲۴۹   | تپه کنگرک                         | ممسنی         | شهرستان ممسنی، بخش رستم، دهستان رستم ۳، روستای کوپن علیا                                                            |                                                           | ۱۳۸۵/۱۱/۲۳ | هزاره ۶ تا ۳ ق‌م ـ تاریخی         |                  |
| ۱۷۲۵۰   | تپه فخر مکان                      | ممسنی         | شهرستان ممسنی، بخش رستم، دهستان رستم ۳، روستای فخر مکان                                                             |                                                           | ۱۳۸۵/۱۱/۲۳ | هزاره دو و ۳ ق‌م                  |                  |
| ۱۷۲۶۳   | تپه بی ناز خاتون                  | ممسنی         | شهرستان ممسنی، بخش رستم، دهستان رستم ۲، روستای بی ناز خاتون، سمت راست جاده نور آباد، اهواز                          |                                                           | ۱۳۸۵/۱۱/۲۳ | هزاره دوم و سوم ق‌م               |                  |
| ۱۷۲۶۴   | تپه میریونس                       | ممسنی         | شهرستان ممسنی، بخش رستم، دهستان رستم ۲، سمت چپ جاده روستای دهنو سادات به دهنو مقیمی                                 |                                                           | ۱۳۸۵/۱۱/۲۳ | هزاره دوم ق‌م                     |                  |
| ۱۷۲۶۵   | تپه بهداری                        | ممسنی         | شهرستان ممسنی، بخش رستم، دهستان رستم ۳، روستای کوپن علیا، سمت راست جاده کوبن به باشت                                |                                                           | ۱۳۸۵/۱۱/۲۳ | هزاره چهارم و پنجم ق‌م (مس و سنگ) |                  |
| ۱۷۲۷۱   | تپه سنگان                         | ممسنی         | شهرستان ممسنی، بخش مرکزی، دهستان بکش، جنوب روستای سنگان                                                             |                                                           | ۱۳۸۵/۱۱/۲۳ | هزاره چهارم و پنجم ق‌م            |                  |
| ۱۷۵۹۷   | تپه میر فضل‌الله یک                | ممسنی         | شهرستان ممسنی، بخش رستم، دهستان رستم ۳، روستای کوپن علیا                                                            |                                                           | ۱۳۸۵/۱۲/۰۶ | هزاره دو و ۳ ق‌م ـ ساسانی         |                  |
| ۱۷۶۱۹   | تپه میر فضل‌الله دو                | ممسنی         | شهرستان ممسنی، بخش رستم، دهستان رستم ۳، روستای کوپن علیا                                                            |                                                           | ۱۳۸۵/۱۲/۰۶ | هزاره دوم و سوم ق‌م ساسانی        |                  |
| ۲۰۷۶۳   | تل اشکفت‌های تل پیر A ـ B          | ممسنی         | شهرستان ممسنی، بخش رستم، دهستان رستم ۱، ۱۸۰۰ م شمال روستای تل پیری                                                  |                                                           | ۱۳۸۶/۱۱/۳۰ | فرا پارینه سنگی                  |                  |
| ۲۰۷۶۴   | غار گا                            | ممسنی         | شهرستان ممسنی، بخش مرکزی، دهستان فهلیان، ۵۰۰ م روستای شاکی، درون دره فرعی                                           |                                                           | ۱۳۸۶/۱۱/۳۰ | فرا پارینه سنگی                  |                  |
| ۲۰۷۶۹   | گورستان شادا فهلیان               | ممسنی         | شهرستان ممسنی، بخش مرکزی، دهستان فهلیان، جنوب غرب روستای فهلیان علیا                                                |                                                           | ۱۳۸۶/۱۱/۳۰ | قاجاریه                          |                  |
| ۲۰۷۷۰   | دو اشکفت دهک                      | ممسنی         | شهرستان ممسنی، بخش مرکزی، ابتدای شهر نورآباد، انتهای بلوار خلیج فارس، مشرف به پمپ بنزین                             |                                                           | ۱۳۸۶/۱۱/۳۰ | فرا پارینه سنگی                  |                  |
| ۲۰۷۷۱   | غار تل پیر                        | ممسنی         | شهرستان ممسنی، بخش رستم، دهستان رستم ۱، دو کیلومتری شمال روستای تل پیر                                              |                                                           | ۱۳۸۶/۱۱/۳۰ | فرا پارینه سنگی                  |                  |
| ۲۰۷۷۲   | پناهگاه خنگ گا                    | ممسنی         | شهرستان ممسنی، بخش رستم، دهستان رستم ۱، دو کیلومتری غرب روستای برآفتاب زیر دو                                       |                                                           | ۱۳۸۶/۱۱/۳۰ | فرا پارینه سنگی                  |                  |
| ۲۰۷۷۳   | آسیاب گردنه جنجان                 | ممسنی         | شهرستان ممسنی، بخش مرکزی، دهستان فهلیان، شمال غرب روستای گردنه جنجان                                                |                                                           | ۱۳۸۶/۱۱/۳۰ | قاجاریه                          |                  |
| ۲۰۷۷۵   | پل دره سواره                      | ممسنی         | شهرستان ممسنی، بخش مرکزی، دهستان فهلیان، ۵۰۰ م جنوب شرق روستای فهلیان علیا                                          |                                                           | ۱۳۸۶/۱۱/۳۰ | قاجاریه                          |                  |
| ۲۰۷۷۶   | محوطه اسماعیل سروان               | ممسنی         | شهرستان ممسنی، بخش مرکزی، دهستان فهلیان، ۹۰۰ م غرب روستای سروان                                                     |                                                           | ۱۳۸۶/۱۱/۳۰ | هخامنشی ـ قرون متأخر اسلامی      |                  |
| ۲۰۷۷۷   | آسیاب بوان علیا                   | ممسنی         | شهرستان ممسنی، بخش مرکزی، دهستان بکش ۱، یک کیلومتری شمال شرق روستای بوان علیا                                       |                                                           | ۱۳۸۶/۱۱/۳۰ | قاجاریه                          |                  |
| ۲۰۷۷۸   | استودان آوتپتپو                   | ممسنی         | شهرستان ممسنی، بخش مرکزی، دهستان فهلیان، ۷۰۰ م روستای شاکی                                                          |                                                           | ۱۳۸۶/۱۱/۳۰ | ساسانی                           |                  |
| ۲۰۷۷۹   | شهر نوبندگان (آثار باستانی)       | ممسنی         | شرق شهر نورآباد، ابتدای ورودی شهر                                                                                   |                                                           | ۱۳۸۶/۱۱/۳۰ | ساسانی تا قرون اولیه اسلامی      |                  |
| ۲۰۷۸۱   | گورستان و امامزاده دوازده امام    | ممسنی         | شهرستان ممسنی، بخش مرکزی، دهستان فهلیان، یک کیلومتری جنوب غرب روستای فهلیان علیا                                    |                                                           | ۱۳۸۶/۱۱/۳۰ | زندیه تا پهلوی                   |                  |
| ۲۰۷۸۲   | محوطه فیلبند                      | ممسنی         | شهرستان ممسنی، بخش مرکزی، دهستان فهلیان، ۱ک م غرب روستای سروان                                                      |                                                           | ۱۳۸۶/۱۱/۳۰ | تاریخی                           |                  |
| ۲۰۸۴۵   | گورستان دیمه میل                  | ممسنی         | شهرستان ممسنی، بخش مرکزی، دهستان بکش ۲، روستای دیمه میل                                                             |                                                           | ۱۳۸۶/۱۱/۳۰ | اواسط قاجاریه                    |                  |
| ۲۰۸۴۶   | غار دو فیری                       | ممسنی         | شهرستان ممسنی، بخش رستم، دهستان رستم ۱، ۱۵۰ م شمال روستای برآفتاب زیر دو                                            |                                                           | ۱۳۸۶/۱۱/۳۰ | فرا پارینه سنگی                  |                  |
| ۲۰۸۴۸   | غار دو کنارون زیر دو              | ممسنی         | شهرستان ممسنی، بخش رستم، دهستان رستم ۱، ۷۰۰ م غرب روستای دوکنارون زیردو                                             |                                                           | ۱۳۸۶/۱۱/۳۰ | فرا پارینه سنگی                  |                  |
| ۲۰۸۴۹   | غار بر آفتاب زیر دو               | ممسنی         | شهرستان ممسنی، بخش رستم، دهستان رستم ۱، ۲۰۰ م روستای برآفتاب زیر دو                                                 |                                                           | ۱۳۸۶/۱۱/۳۰ | فرا پارینه سنگی                  |                  |
| ۲۰۸۵۰   | غار خرفخانه                       | ممسنی         | شهرستان ممسنی، بخش مرکزی، دهستان فهلیان، ۷۵۰ م روستای شاکی                                                          |                                                           | ۱۳۸۶/۱۱/۳۰ | فرا پارینه سنگی                  |                  |
| ۲۰۸۵۱   | جاده سنگ‌فرش گل سرخی               | ممسنی         | شهرستان ممسنی، بخش مرکزی، دهستان بکش ۱، روستای گل سرخی، جنوب تل سوزی                                                |                                                           | ۱۳۸۶/۱۱/۳۰ | قرون متاخر اسلامی                |                  |
| ۲۰۸۵۲   | آسیاب بوان سفلی                   | ممسنی         | شهرستان ممسنی، بخش مرکزی، دهستان بکش ۱، یک کیلومتری شمال شرق روستای بوان سفلی                                       |                                                           | ۱۳۸۶/۱۱/۳۰ | قاجاریه                          |                  |
| ۲۰۸۵۳   | غار شیر اسپاری                    | ممسنی         | شهرستان ممسنی، بخش مرکزی، دهستان بکش ۱، یک کیلومتری غرب روستای شیر اسپاری                                           |                                                           | ۱۳۸۶/۱۱/۳۰ | فرا پارینه سنگی                  |                  |
| ۲۰۸۵۵   | پناهگاه صخره‌ای بابا میدان         | ممسنی         | شهرستان ممسنی، بخش رستم، دهستان رستم ۱، ۳ کیلومتری شمال غرب روستای بابا میدان                                       |                                                           | ۱۳۸۶/۱۱/۳۰ | فرا پارینه سنگی                  |                  |
| ۲۰۸۵۶   | گورستان چهار بازار                | ممسنی         | شهرستان ممسنی، بخش مرکزی، دهستان بکش، ۱/۵ کیلومتری شمال شرق روستای دیمه میل                                         |                                                           | ۱۳۸۶/۱۱/۳۰ | قاجاریه                          |                  |
| ۲۰۸۵۷   | گورستان قلعه گر                   | ممسنی         | شهرستان ممسنی، بخش مرکزی، دهستان فهلیان، جنوب شرق روستای فهلیان علیا                                                |                                                           | ۱۳۸۶/۱۱/۳۰ | قاجاریه                          |                  |
| ۲۰۸۵۸   | گورستان بوان                      | ممسنی         | شهرستان ممسنی، بخش مرکزی دهستان بکش ۱، ۷۰۰ متری شمال روستای بوان                                                    |                                                           | ۱۳۸۶/۱۱/۳۰ | قاجاریه                          |                  |
| ۲۰۸۵۹   | غار کورنگون                       | ممسنی         | شهرستان ممسنی، بخش رستم، دهستان رستم ۱، ۲/۵ کیلومتری شرق روستای شیخی زیردو، یک کیلومتری شمال شرق نقش برجسته کورنگون |                                                           | ۱۳۸۶/۱۱/۳۰ | فرا پارینه سنگی                  |                  |
| ۲۰۸۶۰   | محوطه مادر و دختر                 | ممسنی         | شهرستان ممسنی، بخش مرکزی، دهستان بکش، دو جنوب غرب روستای مادر و دختر                                                |                                                           | ۱۳۸۶/۱۱/۳۰ | قرون متاخر اسلامی                |                  |
| ۲۰۸۶۱   | آسیاب قدیمی دو کنارون زیر دو      | ممسنی         | شهرستان ممسنی، بخش رستم، دهستان رستم ۲، ۷۰۰ م شرق روستای دو کنارون زیر                                              |                                                           | ۱۳۸۶/۱۱/۳۰ | قاجاریه                          |                  |
| ۲۰۸۶۲   | غار خنگ گا                        | ممسنی         | شهرستان ممسنی، بخش رستم، دهستان رستم ۱، دو کیلومتری غرب روستای برآفتاب زیردو                                        |                                                           | ۱۳۸۶/۱۱/۳۰ | فرا پارینه سنگی                  |                  |
| ۲۰۸۶۳   | گورستان سروان                     | ممسنی         | شهرستان ممسنی، بخش مرکزی، دهستان فهلیان، غرب روستای سروان                                                           |                                                           | ۱۳۸۶/۱۱/۳۰ | قارجاریه                         |                  |
| ۲۰۸۶۴   | غار کبوتری شیخی                   | ممسنی         | شهرستان ممسنی، بخش رستم، دهستان رستم ۱، یک کیلومتری شمال شرق روستای شیخی زیردو                                      |                                                           | ۱۳۸۶/۱۱/۳۰ | فرا پارینه سنگی                  |                  |
| ۲۰۸۶۵   | غار گایلی                         | ممسنی         | شهرستان ممسنی، بخش رستم، دهستان رستم ۱، ۱/۵ کیلومتری غرب روستای برآفتاب زیر دو، در پوزه کوه                         |                                                           | ۱۳۸۶/۱۱/۳۰ | فرا پارینه سنگی                  |                  |
| ۲۰۸۶۶   | گورستان قدیم شیخی                 | ممسنی         | شهرستان ممسنی، بخش رستم، دهستان رستم ۱، ۱/۵ کیلومتری شرق روستای شیخی زیردو                                          |                                                           | ۱۳۸۶/۱۱/۳۰ | زندیه ـ پهلوی                    |                  |
| ۲۰۸۷۱   | تپه سرآسیاب                       | ممسنی         | شهرستان ممسنی، بخش رستم، دهستان رستم ۱، مجاور روستای تل کهنه                                                        |                                                           | ۱۳۸۶/۱۱/۳۰ | قرون میانه اسلامی                |                  |
| ۲۰۸۷۹   | نوبندگان                          | ممسنی         | شهرستان ممسنی، بخش مرکزی، شرق شهر نورآباد، ابتدای ورودی شهر                                                         | ۲۸°۳۰′۴۱″شمالی ۵۳°۲۹′۳۶″شرقی / ۲۸٫۵۱۱۵°شمالی ۵۳٫۴۹۳۳°شرقی | ۱۳۸۶/۱۱/۳۰ | ساسانی تا قرون اولیه اسلامی      |                  |
| ۲۰۸۸۳   | اشکفت‌های شیر اسپاری A ـ B         | ممسنی         | شهرستان ممسنی، بخش مرکزی، دهستان بکش ۱، یک کیلومتری شمال غرب روستای شیراسپاری                                       |                                                           | ۱۳۸۶/۱۱/۳۰ | فرا پارینه سنگی                  |                  |
| ۲۰۸۸۹   | تل سوزی                           | ممسنی         | شهرستان ممسنی، بخش مرکزی، دهستان بکش ۱، ورودی جاده سنگ‌فرش روستای گل سرخی                                            |                                                           | ۱۳۸۶/۱۱/۳۰ | قرون میانه و متاخر اسلامی        |                  |
| ۲۰۸۹۹   | غار شوپری                         | ممسنی         | شهرستان ممسنی، بخش رستم، دهستان رستم، ۲/۱ کیلومتری غرب روستای برآفتاب زیر دو                                        |                                                           | ۱۳۸۶/۱۱/۳۰ | ساسانی                           |                  |
| ۲۰۹۰۰   | تپه چهار بازار                    | ممسنی         | شهرستان ممسنی، بخش مرکزی، دهستان بکش ۲، مجاور روستای دیمه میل                                                       |                                                           | ۱۳۸۶/۱۱/۳۰ | قرون میانه اسلامی                |                  |
| ۲۰۹۰۱   | پناهگاه صخره‌ای تل پیر A ـ B       | ممسنی         | شهرستان ممسنی، بخش رستم، دهستان رستم، ۲/۱ کیلومتری شمال روستای تل پیر                                               |                                                           | ۱۳۸۶/۱۱/۳۰ | فرا پارینه سنگی                  |                  |
| ۲۰۹۰۲   | غار آریا                          | ممسنی         | شهرستان ممسنی، بخش مرکزی، دهستان بکش، ۵۰۰ م شمال روستای شیر اسپاری                                                  |                                                           | ۱۳۸۶/۱۱/۳۰ | فرا پارینه سنگی                  |                  |
| ۲۱۸۵۵   | غار زردقبا                        | ممسنی         | شهرستان ممسنی، بخش مرکزی، دهستان فهلیان، ۳ کیلومتری جنوب غرب فهلیان                                                 |                                                           | ۱۳۸۶/۱۲/۲۶ | فرا پارینه سنگی                  |                  |
| ۲۱۸۷۴   | گورستان دو کنارون زیر دو          | ممسنی         | شهرستان ممسنی، بخش رستم، دهستان رستم ۲، روستای دو کنارون زیر دو                                                     |                                                           | ۱۳۸۶/۱۲/۲۶ | قاجاریه ـ پهلوی                  |                  |
| ۲۱۸۸۰   | آسیاب و گورستان کهن مادردختر      | ممسنی         | شهرستان ممسنی، بخش مرکزی، دهستان بکش ۲، روستای مادردختر                                                             |                                                           | ۱۳۸۶/۱۲/۲۶ | قاجاریه ـ پهلوی                  |                  |
| ۲۱۸۸۱   | آسیاب کهن مادر دختر               | ممسنی         | شهرستان ممسنی، بخش مرکزی، دهستان بکش ۲، روستای مادردختر                                                             |                                                           | ۱۳۸۶/۱۲/۲۶ | قاجاریه                          |                  |
| ۲۱۸۸۲   | گورستان سید عبدالله علی وند       | ممسنی         | شهرستان ممسنی، بخش مرکزی، روستای بکش ۱، روستای گل سرخی علیوند                                                       |                                                           | ۱۳۸۶/۱۲/۲۶ | قاجاریه                          |                  |
| ۲۱۸۸۳   | گورستان برآفتاب زیردو             | ممسنی         | شهرستان ممسنی، بخش رستم، دهستان رستم ۱، شرق روستای برآفتاب زیر ۲                                                    |                                                           | ۱۳۸۶/۱۲/۲۶ | قاجاریه                          |                  |
| ۲۱۸۸۴   | غار کاسمایل                       | ممسنی         | شهرستان ممسنی، بخش مرکزی، دهستان فهلیان، ۷۰۰ م جنوب روستای شاکی                                                     |                                                           | ۱۳۸۶/۱۲/۲۶ | فرا پارینه سنگی                  |                  |
| ۲۱۸۸۵   | آسیاب سر بیشه                     | ممسنی         | شهرستان ممسنی، بخش مرکزی، دهستان فهلیان، ۳۰۰ م شمال غرب روستای گردنه جنجان                                          |                                                           | ۱۳۸۶/۱۲/۲۶ | قاجاریه                          |                  |
| ۲۱۸۸۶   | گورستان گردنه جنجان               | ممسنی         | شهرستان ممسنی، بخش مرکزی، دهستان فهلیان، روستای گردنه جنجان                                                         |                                                           | ۱۳۸۶/۱۲/۲۶ | قاجاریه                          |                  |
| ۲۱۸۸۸   | آسیاب قلعه نو                     | ممسنی         | شهرستان ممسنی، بخش مرکزی، دهستان فهلیان، یک کیلومتری جنوب شرق روستای سروان                                          |                                                           | ۱۳۸۶/۱۲/۲۶ | پهلوی                            |                  |
| ۷۲۱۳    | سه تلان                           | نورآباد ممسنی | شهرستان نور آباد ممسنی، بخش رستم یک روستای سه تلان                                                                  |                                                           | ۱۳۸۱/۱۱/۱۲ | تاریخی                           |                  |
| ۷۲۱۵    | تل کهنه زیردو                     | نورآباد ممسنی | شهرستان نورآباد ممسنی، بخش رستم، دهستان زیردو، روستای تل کهنه                                                       |                                                           | ۱۳۸۱/۱۱/۱۲ | پیش از تاریخ                     |                  |